# Lijst van gemeentelijke monumenten in Buren (gemeente)
De gemeente Buren heeft 264 gemeentelijke monumenten. Hieronder een overzicht. 

## Asch
De plaats Asch kent 7 gemeentelijke monumenten:
| Object             | Bouwjaar | Architect | Locatie           | Coördinaten                   | Nr.    | Afbeelding         |
| ------------------ | -------- | --------- | ----------------- | ----------------------------- | ------ | ------------------ |
| Boerderij/hooiberg |          |           | Achterstraat 6    | 51° 55' 40" NB, 5° 19' 5" OL  | 0214/1 | Boerderij/hooiberg |
| Woonhuis           |          |           | Achterstraat 7    | 51° 55' 40" NB, 5° 19' 1" OL  | 0214/2 | Woonhuis           |
| Hooiberg           |          |           | Achterstraat 10   | 51° 55' 45" NB, 5° 18' 45" OL | 0214/3 | Hooiberg           |
| Boerderij          |          |           | Culemborgseweg 19 | 51° 55' 43" NB, 5° 19' 8" OL  | 0214/4 | Boerderij          |
| Pastorie           |          |           | Kerkpad 1         | 51° 55' 53" NB, 5° 18' 40" OL | 0214/5 | Pastorie           |
| Boerderij          |          |           | Kerkpad 5         | 51° 55' 51" NB, 5° 18' 40" OL | 0214/6 | Boerderij          |
| Boerderij          |          |           | Kerkstraat 7      | 51° 55' 50" NB, 5° 18' 42" OL | 0214/7 | Boerderij          |

## Beusichem
De plaats Beusichem kent 30 gemeentelijke monumenten:
| Object                   | Bouwjaar | Architect | Locatie          | Coördinaten                   | Nr.     | Afbeelding               |
| ------------------------ | -------- | --------- | ---------------- | ----------------------------- | ------- | ------------------------ |
| Boerderij                |          |           | Achterweg 39     | 51° 57' 11" NB, 5° 17' 7" OL  | 0214/8  | Boerderij                |
| Woonhuis                 |          |           | Einde 9          | 51° 57' 17" NB, 5° 17' 1" OL  | 0214/9  | Woonhuis                 |
| Woonhuis                 |          |           | Einde 11         | 51° 57' 17" NB, 5° 17' 1" OL  | 0214/10 | Woonhuis                 |
| Boerderij                |          |           | Einde 13         | 51° 57' 18" NB, 5° 16' 60" OL | 0214/11 | Meer afbeeldingen        |
| Boerderij                |          |           | Einde 14         | 51° 57' 20" NB, 5° 16' 58" OL | 0214/12 | Boerderij                |
| Achterdeel van boerderij |          |           | Ganssteeg 2      | 51° 56' 51" NB, 5° 17' 32" OL | 0214/13 | Achterdeel van boerderij |
| Boerderij                |          |           | Lekdijk Oost 2   | 51° 57' 21" NB, 5° 17' 5" OL  | 0214/14 | Boerderij                |
| Boerderij                |          |           | Lekdijk Oost 3   | 51° 57' 23" NB, 5° 17' 5" OL  | 0214/15 | Boerderij                |
| Boerderij                |          |           | Lekdijk Oost 4   | 51° 57' 21" NB, 5° 17' 6" OL  | 0214/16 | Boerderij                |
| Boerderij/hooiberg       |          |           | Lekdijk Oost 18  | 51° 57' 20" NB, 5° 17' 27" OL | 0214/17 | Boerderij/hooiberg       |
| Boerderij                |          |           | Lekdijk Oost 20  | 51° 57' 20" NB, 5° 17' 31" OL | 0214/18 | Boerderij                |
| Hooiberg                 |          |           | Lekdijk West 9   | 51° 57' 38" NB, 5° 16' 2" OL  | 0214/19 | Hooiberg                 |
| Vml gemeentehuis         |          |           | Markt 1          | 51° 56' 54" NB, 5° 17' 35" OL | 0214/21 | Vml gemeentehuis         |
| Woonhuis                 |          |           | Markt 2a         | 51° 56' 55" NB, 5° 17' 35" OL | 0214/22 | Woonhuis                 |
| Tuinmuur                 |          |           | Markt 5          | 51° 56' 53" NB, 5° 17' 33" OL | 0214/20 | Tuinmuur                 |
| Woonhuis                 |          |           | Markt 8          | 51° 56' 55" NB, 5° 17' 33" OL | 0214/23 | Woonhuis                 |
| Boerderij                |          |           | Markt 15         | 51° 56' 53" NB, 5° 17' 30" OL | 0214/24 | Boerderij                |
| Boerderij/ged.           |          |           | Markt 23-25      | 51° 56' 55" NB, 5° 17' 30" OL | 0214/25 | Meer afbeeldingen        |
| Herenhuis                |          |           | Molenweg 5       | 51° 56' 51" NB, 5° 17' 42" OL | 0214/26 | Herenhuis                |
| Woonhuis                 |          |           | Molenweg 10      | 51° 56' 50" NB, 5° 17' 40" OL | 0214/28 | Woonhuis                 |
| Herenhuis                |          |           | Molenweg 12./ 14 | 51° 56' 50" NB, 5° 17' 41" OL | 0214/27 | Herenhuis                |
| Boerderij met schuur     |          |           | Molenweg 17      | 51° 56' 51" NB, 5° 18' 1" OL  | 0214/29 | Meer afbeeldingen        |
| Herenhuis                |          |           | Oranjestraat 2   | 51° 56' 57" NB, 5° 17' 34" OL | 0214/30 | Herenhuis                |
| Herenhuis                |          |           | Oranjestraat 4   | 51° 56' 57" NB, 5° 17' 34" OL | 0214/31 | Herenhuis                |
| Schuur/hooiberg          |          |           | Oranjestraat 7   | 51° 57' 1" NB, 5° 17' 24" OL  | 0214/32 | Schuur/hooiberg          |
| Herenhuis                |          |           | Oranjestraat 14  | 51° 56' 60" NB, 5° 17' 27" OL | 0214/33 | Herenhuis                |
| Woonhuis                 |          |           | Oranjestraat 31  | 51° 57' 5" NB, 5° 17' 17" OL  | 0214/34 | Woonhuis                 |
| Boerderij                |          |           | Oranjestraat 77  | 51° 57' 11" NB, 5° 17' 9" OL  | 0214/35 | Meer afbeeldingen        |
| Schuur ged.              |          |           | Smalriemseweg 6  | 51° 56' 60" NB, 5° 17' 25" OL | 0214/36 | Schuur ged.              |
| Boerderij met schuur     |          |           | Smalriemseweg 11 | 51° 56' 59" NB, 5° 17' 19" OL | 0214/37 | Boerderij met schuur     |

## Buren
De plaats Buren kent 55 gemeentelijke monumenten. Zie de Lijst van gemeentelijke monumenten in Buren (plaats)

## Buurmalsen
De plaats Buurmalsen kent 2 gemeentelijke monumenten:
| Object    | Bouwjaar | Architect | Locatie           | Coördinaten                   | Nr.        | Afbeelding |
| --------- | -------- | --------- | ----------------- | ----------------------------- | ---------- | ---------- |
| Boerderij | 1830     |           | Rijksstraatweg 15 | 51° 53' 28" NB, 5° 17' 42" OL | 0214/Bu-09 | Boerderij  |
| Boerderij |          |           | Rijksstraatweg 76 | 51° 54' 5" NB, 5° 17' 39" OL  | 0214/93    | Boerderij  |

## Eck en Wiel
De plaats Eck en Wiel kent 15 gemeentelijke monumenten:
| Object                    | Bouwjaar | Architect | Locatie                 | Coördinaten                   | Nr.      | Afbeelding                |
| ------------------------- | -------- | --------- | ----------------------- | ----------------------------- | -------- | ------------------------- |
| Boerderij                 |          |           | Burg. Verbrughweg 32    | 51° 57' 57" NB, 5° 27' 33" OL | 0214/219 | Meer afbeeldingen         |
| Villa                     |          |           | Burg. Verbrughweg 34/36 | 51° 57' 55" NB, 5° 27' 33" OL | 0214/220 | Villa                     |
| Villa                     |          |           | Burg. Verbrughweg 38    | 51° 57' 53" NB, 5° 27' 33" OL | 0214/221 | Villa                     |
| Villa                     |          |           | Burg. Verbrughweg 40    | 51° 57' 49" NB, 5° 27' 36" OL | 0214/222 | Villa                     |
| Hallehuisboerderij        |          |           | Burg. Verbrughweg 55    | 51° 57' 52" NB, 5° 27' 47" OL | 0214/223 | Hallehuisboerderij        |
| Pastorie                  |          |           | Pr. Beatrixstraat 9     | 51° 58' 14" NB, 5° 27' 26" OL | 0214/211 | Pastorie                  |
| Villa                     |          |           | Pr. Beatrixstraat 35    | 51° 58' 6" NB, 5° 27' 21" OL  | 0214/212 | Villa                     |
| Hallehuisboerderij        |          |           | Pr. Beatrixstraat 39    | 51° 58' 2" NB, 5° 27' 18" OL  | 0214/213 | Hallehuisboerderij        |
| Boerderij-achtig woonhuis |          |           | Pr. Beatrixstraat 48    | 51° 58' 2" NB, 5° 27' 14" OL  | 0214/214 | Boerderij-achtig woonhuis |
| Trafo                     |          |           | Rijnbandijk 6b          |                               | 0214/215 | Trafo                     |
| Boerderij-achtig woonhuis |          |           | Rijnstraat 2            | 51° 58' 9" NB, 5° 27' 11" OL  | 0214/216 | Boerderij-achtig woonhuis |
| Boerderij-achtig woonhuis |          |           | Rijnstraat 13           | 51° 58' 13" NB, 5° 27' 8" OL  | 0214/217 | Boerderij-achtig woonhuis |
| Bakkerij met woonhuis     |          |           | Tielseweg 3             | 51° 57' 43" NB, 5° 27' 12" OL | 0214/218 | Bakkerij met woonhuis     |
| Hallehuisboerderij        |          |           | Vlissingsestraat 16     | 51° 57' 42" NB, 5° 27' 26" OL | 0214/224 | Hallehuisboerderij        |
| Hallehuisboerderij        |          |           | Wielseweg 37            | 51° 58' 49" NB, 5° 27' 14" OL | 0214/225 | Hallehuisboerderij        |

## Erichem
De plaats Erichem kent 12 gemeentelijke monumenten:
| Object                 | Bouwjaar | Architect | Locatie          | Coördinaten                   | Nr.      | Afbeelding             |
| ---------------------- | -------- | --------- | ---------------- | ----------------------------- | -------- | ---------------------- |
| Muurwerk               |          |           | Binnenstraat 1   | 51° 54' 1" NB, 5° 20' 60" OL  | 0214/94  | Muurwerk               |
| Schuur en stalling     |          |           | Binnenstraat 3   | 51° 54' 0" NB, 5° 21' 1" OL   | 0214/95  | Schuur en stalling     |
| Boerderij en zomerhuis |          |           | Erichemsekade 17 | 51° 53' 7" NB, 5° 19' 31" OL  | 0214/96  | Boerderij en zomerhuis |
| Boerderijencomplex     |          |           | Erichemseweg 12  | 51° 54' 3" NB, 5° 20' 49" OL  | 0214/97  | Boerderijencomplex     |
| Dorpsschool            |          |           | Erichemseweg 30  | 51° 53' 58" NB, 5° 20' 55" OL | 0214/98  | Dorpsschool            |
| Woonhuis               |          |           | Erichemseweg 32  | 51° 53' 57" NB, 5° 20' 56" OL | 0214/99  | Meer afbeeldingen      |
| Boerderij en schuur    |          |           | Erichemseweg 37  | 51° 54' 1" NB, 5° 20' 56" OL  | 0214/100 | Boerderij en schuur    |
| Pastorie en muurwerk   |          |           | Erichemseweg 39  | 51° 54' 1" NB, 5° 20' 59" OL  | 0214/101 | Pastorie en muurwerk   |
| Woonhuis               |          |           | Erichemseweg 62  | 51° 53' 53" NB, 5° 21' 7" OL  | 0214/102 | Woonhuis               |
| Woonhuis               |          |           | Erichemseweg 64  | 51° 53' 53" NB, 5° 21' 7" OL  | 0214/103 | Meer afbeeldingen      |
| Boerderij              |          |           | Erichemseweg 80  | 51° 53' 57" NB, 5° 21' 30" OL | 0214/104 | Meer afbeeldingen      |
| Boerderij met hooiberg |          |           | Erichemseweg 84  | 51° 53' 57" NB, 5° 21' 35" OL | 0214/105 | Meer afbeeldingen      |

## Ingen
De plaats Ingen kent 11 gemeentelijke monumenten:
| Object                                | Bouwjaar | Architect | Locatie        | Coördinaten                   | Nr.      | Afbeelding                            |
| ------------------------------------- | -------- | --------- | -------------- | ----------------------------- | -------- | ------------------------------------- |
| Schuurberg en landbouwschuur          |          |           | Achterbrei 3   | 51° 57' 25" NB, 5° 28' 56" OL | 0214/194 | Schuurberg en landbouwschuur          |
| Boerderij                             |          |           | De Brei 6      | 51° 57' 20" NB, 5° 29' 6" OL  | 0214/195 | Boerderij                             |
| Boerderij met schuur                  |          |           | De Brei 14     | 51° 57' 9" NB, 5° 29' 8" OL   | 0214/196 | Boerderij met schuur                  |
| Boerderij                             |          |           | Dorpsstraat 15 | 51° 57' 36" NB, 5° 29' 8" OL  | 0214/197 | Boerderij                             |
| Hallehuisboerderij                    |          |           | Dorpsstraat 22 | 51° 57' 39" NB, 5° 29' 2" OL  | 0214/198 | Hallehuisboerderij                    |
| Hallehuisboerderij                    |          |           | Dorpsstraat 49 | 51° 57' 41" NB, 5° 28' 50" OL | 0214/199 | Hallehuisboerderij                    |
| Voormalige Pastorie                   |          |           | Kerkpad 3      | 51° 57' 34" NB, 5° 29' 5" OL  | 0214/200 | Voormalige Pastorie                   |
| Boerderij                             |          |           | Kerkpad 5      | 51° 57' 34" NB, 5° 29' 4" OL  | 0214/201 | Boerderij                             |
| Hallehuisboerderij, schuur enhooiberg |          |           | Ooievaar 2     | 51° 56' 40" NB, 5° 27' 22" OL | 0214/202 | Hallehuisboerderij, schuur enhooiberg |
| Dijkmagazijn                          |          |           | Rijnbandijk 11 | 51° 58' 35" NB, 5° 29' 23" OL | 0214/203 | Dijkmagazijn                          |
| Herenhuis                             |          |           | Rijnstraat 1   | 51° 57' 39" NB, 5° 29' 16" OL | 0214/204 | Herenhuis                             |

## Kapel-Avezaath
De plaats Kapel-Avezaath kent 3 gemeentelijke monumenten:
| Object    | Bouwjaar | Architect | Locatie      | Coördinaten                   | Nr.      | Afbeelding |
| --------- | -------- | --------- | ------------ | ----------------------------- | -------- | ---------- |
| Boerderij |          |           | Laageinde 41 | 51° 52' 54" NB, 5° 21' 16" OL | 0214/106 | Boerderij  |
| Boerderij |          |           | Roodakker 7  | 51° 53' 20" NB, 5° 22' 17" OL | 0214/107 | Boerderij  |
| Waterpomp |          |           | Twee Sluizen | 51° 53' 27" NB, 5° 21' 36" OL | 0214/108 | Waterpomp  |

## Kerk-Avezaath
De plaats Kerk-Avezaath kent 18 gemeentelijke monumenten:
| Object                   | Bouwjaar | Architect | Locatie           | Coördinaten                   | Nr.      | Afbeelding               |
| ------------------------ | -------- | --------- | ----------------- | ----------------------------- | -------- | ------------------------ |
| Hooiberg                 |          |           | Achterstraat 38   | 51° 53' 40" NB, 5° 22' 55" OL | 0214/109 | Hooiberg                 |
| Hooiberg en houtenschuur |          |           | Achterstraat 40   | 51° 53' 39" NB, 5° 22' 58" OL | 0214/110 | Hooiberg en houtenschuur |
| Woonhuis                 |          |           | Daver 11          | 51° 53' 44" NB, 5° 23' 6" OL  | 0214/111 | Woonhuis                 |
| Woonhuis                 |          |           | Daver 19          | 51° 53' 46" NB, 5° 22' 57" OL | 0214/112 | Woonhuis                 |
| Woonhuis                 |          |           | Daver 26          | 51° 53' 47" NB, 5° 22' 58" OL | 0214/113 | Woonhuis                 |
| Vml school               |          |           | Dorpsstraat 2     | 51° 53' 48" NB, 5° 23' 1" OL  | 0214/114 | Vml school               |
| Boerderij                |          |           | Dorpsstraat 7     | 51° 53' 49" NB, 5° 22' 58" OL | 0214/115 | Boerderij                |
| Villa                    |          |           | Dorpsstraat 19    | 51° 53' 54" NB, 5° 22' 54" OL | 0214/116 | Villa                    |
| Villa                    |          |           | Dorpsstraat 21    | 51° 53' 54" NB, 5° 22' 54" OL | 0214/117 | Villa                    |
| Woonhuis                 |          |           | Dorpsstraat 25    | 51° 53' 56" NB, 5° 22' 54" OL | 0214/118 | Woonhuis                 |
| Herenhuis                |          |           | Dorpsstraat 27    | 51° 53' 58" NB, 5° 22' 52" OL | 0214/119 | Meer afbeeldingen        |
| Boerderij                |          |           | Noordereind 4-6   | 51° 54' 26" NB, 5° 23' 0" OL  | 0214/120 | Boerderij                |
| Boerderij                |          |           | Noordereind 5     | 51° 54' 21" NB, 5° 23' 0" OL  | 0214/121 | Boerderij                |
| Arbeiderswoning          |          |           | Noordereind 8     | 51° 54' 29" NB, 5° 22' 51" OL | 0214/122 | Arbeiderswoning          |
| Boerderij (voorhuis)     |          |           | Noordereind 14-16 | 51° 54' 37" NB, 5° 22' 47" OL | 0214/123 | Meer afbeeldingen        |
| Hooiberg                 |          |           | Tielseweg 40      | 51° 54' 10" NB, 5° 23' 6" OL  | 0214/124 | Hooiberg                 |
| Boerderij en hooiberg    |          |           | Woerd 24          | 51° 54' 13" NB, 5° 22' 27" OL | 0214/125 | Meer afbeeldingen        |
| Boerderij                |          |           | Woerd 43          | 51° 54' 14" NB, 5° 22' 8" OL  | 0214/126 | Meer afbeeldingen        |

## Lienden
De plaats Lienden kent 28 gemeentelijke monumenten:
| Object                          | Bouwjaar | Architect | Locatie                | Coördinaten                   | Nr.      | Afbeelding                      |
| ------------------------------- | -------- | --------- | ---------------------- | ----------------------------- | -------- | ------------------------------- |
| Boerderij en hooiberg           |          |           | Baron van Brakellweg 2 |                               | 0214/166 | Boerderij en hooiberg           |
| Boerderij                       |          |           | Baron van Brakellweg 6 |                               | 0214/167 | Boerderij                       |
| Boerderij                       |          |           | Beemdsestraat 17       | 51° 57' 27" NB, 5° 31' 15" OL | 0214/168 | Boerderij                       |
| Woonhuis                        |          |           | Burg. Houtkoperweg 1   | 51° 56' 43" NB, 5° 31' 43" OL | 0214/170 | Woonhuis                        |
| Hooiberg                        |          |           | Burg. Houtkoperweg 19  | 51° 56' 8" NB, 5° 32' 22" OL  | 0214/171 | Hooiberg                        |
| Boerderij en schuur             |          |           | Burg. Houtkoperweg 37  | 51° 55' 57" NB, 5° 33' 6" OL  | 0214/172 | Boerderij en schuur             |
| Monument voor oude gemeentehuis |          |           | Dorpsstraat            | 51° 56' 54" NB, 5° 31' 9" OL  | 0214/193 | Monument voor oude gemeentehuis |
| Café/woonhuis                   |          |           | Dr. van Noortstraat 2  | 51° 56' 50" NB, 5° 31' 9" OL  | 0214/175 | Café/woonhuis                   |
| Boerderij                       |          |           | Dr. van Noortstraat 9  | 51° 56' 46" NB, 5° 31' 1" OL  | 0214/176 | Boerderij                       |
| Boerderij                       |          |           | Dr. van Noortstraat 15 | 51° 56' 45" NB, 5° 30' 58" OL | 0214/177 | Boerderij                       |
| Boerderij en schuur             |          |           | Het Eindtoe 24         | 51° 56' 54" NB, 5° 31' 27" OL | 0214/169 | Boerderij en schuur             |
| Boerderij                       |          |           | Marktplein 11          | 51° 56' 60" NB, 5° 30' 60" OL | 0214/173 | Boerderij                       |
| Boerderijtje                    |          |           | Molenstraat 83         | 51° 56' 55" NB, 5° 30' 1" OL  | 0214/174 | Boerderijtje                    |
| Herenhuis                       |          |           | Oudsmidsestraat 1      | 51° 56' 50" NB, 5° 31' 11" OL | 0214/178 | Herenhuis                       |
| Vml gemeentehuis                |          |           | Oudsmidsestraat 8      | 51° 56' 49" NB, 5° 31' 11" OL | 0214/179 | Vml gemeentehuis                |
| Boerderij                       |          |           | Oudsmidsestraat 21     | 51° 56' 48" NB, 5° 31' 24" OL | 0214/180 | Boerderij                       |
| Boerderij, hooiberg en schuur   |          |           | Oudsmidsestraat 23     | 51° 56' 50" NB, 5° 31' 33" OL | 0214/181 | Boerderij, hooiberg en schuur   |
| Lijkenhuisje begraafplaats      |          |           | Oudsmidsestraat 26     | 51° 56' 47" NB, 5° 31' 20" OL | 0214/182 | Lijkenhuisje begraafplaats      |
| Boerderij                       |          |           | Oudsmidsestraat 28     | 51° 56' 46" NB, 5° 31' 23" OL | 0214/183 | Boerderij                       |
| Herenhuis, kantoor              |          |           | Oudsmidsestraat 50     | 51° 56' 44" NB, 5° 31' 36" OL | 0214/184 | Herenhuis, kantoor              |
| Boerderij                       |          |           | Provincialeweg 12      | 51° 56' 14" NB, 5° 31' 39" OL | 0214/185 | Boerderij                       |
| Boerderij                       |          |           | Remsestraat 3          | 51° 56' 60" NB, 5° 32' 1" OL  | 0214/186 | Boerderij                       |
| Boerderij                       |          |           | Rijndijk 17            | 51° 57' 42" NB, 5° 31' 26" OL | 0214/187 | Boerderij                       |
| Boerderij en hooiberg           |          |           | Vogelenzangseweg 22    | 51° 56' 38" NB, 5° 30' 56" OL | 0214/188 | Boerderij en hooiberg           |
| Voormalig pompstation WMG       |          |           | Vogelenzangseweg 52    | 51° 55' 42" NB, 5° 30' 12" OL | 0214/189 | Voormalig pompstation WMG       |
| Boerderij                       |          |           | Voorstraat 70          | 51° 56' 41" NB, 5° 30' 16" OL | 0214/191 | Boerderij                       |
| Woonhuis                        |          |           | Voorstraat 27-29       | 51° 56' 44" NB, 5° 30' 42" OL | 0214/190 | Woonhuis                        |
| Boerderij                       |          |           | Zandstraat 1a          | 51° 57' 5" NB, 5° 31' 53" OL  | 0214/192 | Boerderij                       |

## Maurik
De plaats Maurik kent 25 gemeentelijke monumenten:
| Object                         | Bouwjaar | Architect | Locatie              | Coördinaten                   | Nr.        | Afbeelding                     |
| ------------------------------ | -------- | --------- | -------------------- | ----------------------------- | ---------- | ------------------------------ |
| Hallehuisboerderij             |          |           | Breedslagseweg 2     | 51° 56' 12" NB, 5° 26' 23" OL | 0214/226   | Hallehuisboerderij             |
| Pastorie rooms-katholieke kerk |          |           | Buitenweg 2          | 51° 57' 45" NB, 5° 25' 33" OL | 0214/227   | Pastorie rooms-katholieke kerk |
| Rooms-katholieke kerk          |          |           | Buitenweg 4          | 51° 57' 45" NB, 5° 25' 33" OL | 0214/228   | Rooms-katholieke kerk          |
| Herenhuis                      |          |           | Buitenweg 5          | 51° 57' 49" NB, 5° 25' 32" OL | 0214/229   | Herenhuis                      |
| Voormalig R.K. kerkgebouw      |          |           | Buitenweg 7          | 51° 57' 49" NB, 5° 25' 34" OL | 0214/230   | Voormalig R.K. kerkgebouw      |
| Hallehuisboerderij             |          |           | Dorpsplein 6         | 51° 57' 45" NB, 5° 25' 28" OL | 0214/231   | Hallehuisboerderij             |
| Hallehuisboerderij             |          |           | Dorpsplein 8         | 51° 57' 46" NB, 5° 25' 29" OL | 0214/232   | Hallehuisboerderij             |
| Winkelpand met woning          |          |           | Dorpsplein 9         | 51° 57' 47" NB, 5° 25' 26" OL | 0214/233   | Winkelpand met woning          |
| Voormalig polderhuisje         |          |           | Kapelstraat 2        | 51° 57' 38" NB, 5° 24' 50" OL | 0214/235   | Voormalig polderhuisje         |
| Hallehuisboerderij             |          |           | Kapelstraat 5        | 51° 57' 27" NB, 5° 24' 51" OL | 0214/236-1 | Hallehuisboerderij             |
| Hallehuisboerderij             |          |           | Kapelstraat 10       | 51° 57' 37" NB, 5° 24' 44" OL | 0214/237   | Hallehuisboerderij             |
| Boerenwoning                   |          |           | Molenstraat 8        | 51° 57' 54" NB, 5° 25' 35" OL | 0214/239   | Boerenwoning                   |
| Hooiberg                       |          |           | Parkstraat 24        | 51° 57' 24" NB, 5° 23' 21" OL | 0214/241   | Hooiberg                       |
| Voormalig polderhuisje         |          |           | Penraadstraat 1      | 51° 57' 38" NB, 5° 24' 50" OL | 0214/246   | Voormalig polderhuisje         |
| Hallehuisboerderij             |          |           | Penraadstraat 9      | 51° 57' 45" NB, 5° 24' 46" OL | 0214/247   | Hallehuisboerderij             |
| Villa                          |          |           | Pr. Marijkelaan 13   | 51° 57' 43" NB, 5° 25' 20" OL | 0214/242   | Villa                          |
| Bergplaats met bovenwoning     |          |           | Pr. Marijkelaan 25   | 51° 57' 43" NB, 5° 25' 9" OL  | 0214/243   | Bergplaats met bovenwoning     |
| Villa                          |          |           | Pr. Marijkelaan 46   | 51° 57' 42" NB, 5° 24' 56" OL | 0214/244   | Villa                          |
| Villa                          |          |           | Pr. Marijkelaan 54   | 51° 57' 41" NB, 5° 24' 54" OL | 0214/245   | Villa                          |
| Raadhuis                       |          |           | Raadhuisstraat 34    | 51° 57' 46" NB, 5° 25' 19" OL | 0214/248   | Raadhuis                       |
| Hereboerderij                  |          |           | Rijnbandijk 163      | 51° 57' 47" NB, 5° 23' 56" OL | 0214/249   | Meer afbeeldingen              |
| Hallehuisboerderij             |          |           | Rijnbandijk 167      | 51° 57' 47" NB, 5° 23' 49" OL | 0214/250   | Hallehuisboerderij             |
| Hallehuisboerderij             |          |           | Tielsestraat 69      | 51° 56' 40" NB, 5° 25' 31" OL | 0214/251   | Hallehuisboerderij             |
| Hooiberg                       |          |           | Van de Geerstraat 9  | 51° 57' 25" NB, 5° 24' 24" OL | 0214/236-2 | Hooiberg                       |
| Hallehuisboerderij             |          |           | Van de Geerstraat 10 | 51° 57' 29" NB, 5° 24' 28" OL | 0214/234   | Hallehuisboerderij             |

## Ommeren
De plaats Ommeren kent 6 gemeentelijke monumenten:
| Object                        | Bouwjaar | Architect | Locatie              | Coördinaten                   | Nr.      | Afbeelding                    |
| ----------------------------- | -------- | --------- | -------------------- | ----------------------------- | -------- | ----------------------------- |
| Boerderij                     |          |           | Achterstraat 7       | 51° 56' 31" NB, 5° 29' 31" OL | 0214/205 | Boerderij                     |
| Boerderij, schuur en hooiberg |          |           | Dr. Guepinlaan 2     | 51° 56' 44" NB, 5° 29' 57" OL | 0214/206 | Boerderij, schuur en hooiberg |
| Boerderij en schuur           |          |           | Dr. Guepinlaan 22    | 51° 56' 52" NB, 5° 29' 41" OL | 0214/207 | Boerderij en schuur           |
| Boerderij                     |          |           | Groene Jagerstraat 7 | 51° 56' 6" NB, 5° 29' 35" OL  | 0214/208 | Boerderij                     |
| Boerderij                     |          |           | Ommerenveldseweg 6   | 51° 56' 45" NB, 5° 29' 37" OL | 0214/209 | Boerderij                     |
| Boerderij en hooiberg         |          |           | Ommerenveldseweg 13  | 51° 56' 37" NB, 5° 29' 29" OL | 0214/210 | Boerderij en hooiberg         |

## Ravenswaaij
De plaats Ravenswaaij kent 8 gemeentelijke monumenten:
| Object                            | Bouwjaar | Architect | Locatie               | Coördinaten                   | Nr.      | Afbeelding                        |
| --------------------------------- | -------- | --------- | --------------------- | ----------------------------- | -------- | --------------------------------- |
| Hallehuisboerderij                |          |           | Donkerstraat 12       | 51° 57' 4" NB, 5° 19' 31" OL  | 0214/252 | Hallehuisboerderij                |
| Boerderij Muiswinkel              |          |           | Donkerstraat 15       | 51° 56' 42" NB, 5° 19' 22" OL | 0214/253 | Boerderij Muiswinkel              |
| Hallehuisboerderij                |          |           | Donkerstraat 19       | 51° 56' 37" NB, 5° 18' 48" OL | 0214/254 | Hallehuisboerderij                |
| Hallehuisboerderij                |          |           | Donkerstraat 34       | 51° 56' 47" NB, 5° 19' 3" OL  | 0214/255 | Hallehuisboerderij                |
| Hallehuisboerderij                |          |           | Donkerstraat 36       | 51° 56' 46" NB, 5° 19' 1" OL  | 0214/256 | Hallehuisboerderij                |
| Hallehuisboerderij                |          |           | Lekbandijk 2          | 51° 57' 14" NB, 5° 18' 57" OL | 0214/257 | Hallehuisboerderij                |
| Hallehuisboerderij het Blockhuijs |          |           | Lekbandijk 57         | 51° 57' 11" NB, 5° 19' 30" OL | 0214/258 | Hallehuisboerderij het Blockhuijs |
| Boerderij met schuurberg          |          |           | Ravenswaaijsesteeg 29 | 51° 56' 39" NB, 5° 20' 45" OL | 0214/259 | Boerderij met schuurberg          |

## Rijswijk
De plaats Rijswijk kent 6 gemeentelijke monumenten:
| Object                        | Bouwjaar | Architect | Locatie         | Coördinaten                   | Nr.      | Afbeelding                    |
| ----------------------------- | -------- | --------- | --------------- | ----------------------------- | -------- | ----------------------------- |
| Hallehuisboerderij            |          |           | De Heuvel 50    | 51° 57' 3" NB, 5° 22' 23" OL  | 0214/260 | Hallehuisboerderij            |
| Schoolmeesterswoning/kosterij |          |           | Kerkstraat 6    | 51° 57' 33" NB, 5° 21' 19" OL | 0214/261 | Schoolmeesterswoning/kosterij |
| Hallehuisboerderij            |          |           | Lekbandijk 21   | 51° 57' 9" NB, 5° 20' 13" OL  | 0214/262 | Hallehuisboerderij            |
| Hallehuisboerderij            |          |           | Middelweg 1     | 51° 57' 26" NB, 5° 21' 23" OL | 0214/263 | Hallehuisboerderij            |
| Woonhuis                      |          |           | Rijnbandijk 68  | 51° 57' 39" NB, 5° 21' 21" OL | 0214/264 | Woonhuis                      |
| Hallehuisboerderij            |          |           | Rijnbandijk 203 | 51° 57' 44" NB, 5° 22' 31" OL | 0214/265 | Hallehuisboerderij            |

## Zoelen
De plaats Zoelen kent 29 gemeentelijke monumenten:
| Object                               | Bouwjaar | Architect | Locatie                | Coördinaten                   | Nr.      | Afbeelding                           |
| ------------------------------------ | -------- | --------- | ---------------------- | ----------------------------- | -------- | ------------------------------------ |
| Villa                                |          |           | Achterstraat 1         | 51° 54' 21" NB, 5° 24' 16" OL | 0214/127 | Villa                                |
| Boerderij en achterhuis              |          |           | Grotebrugse Grintweg 5 | 51° 55' 51" NB, 5° 26' 40" OL | 0214/128 | Boerderij en achterhuis              |
| Boerderij                            |          |           | Heeskampsesteeg 2      | 51° 55' 46" NB, 5° 21' 47" OL | 0214/129 | Boerderij                            |
| Boerderij/zomerhuis/hooiberg         |          |           | Hogestraat 1           | 51° 55' 8" NB, 5° 23' 33" OL  | 0214/138 | Meer afbeeldingen                    |
| Boerderij                            |          |           | Jeudestraat 7          | 51° 54' 39" NB, 5° 24' 15" OL | 0214/130 | Boerderij                            |
| Boerderij                            |          |           | Jeudestraat 9          | 51° 54' 39" NB, 5° 24' 14" OL | 0214/131 | Boerderij                            |
| Boerderij                            |          |           | Jeudestraat 45         | 51° 54' 46" NB, 5° 24' 4" OL  | 0214/132 | Boerderij                            |
| Boerderij met schuur                 |          |           | Jeudestraat 47         | 51° 54' 48" NB, 5° 24' 6" OL  | 0214/133 | Boerderij met schuur                 |
| Boerderij                            |          |           | Jeudestraat 56         | 51° 54' 51" NB, 5° 24' 6" OL  | 0214/134 | Boerderij                            |
| Hooiberg                             |          |           | Jeudestraat 66         | 51° 54' 56" NB, 5° 24' 4" OL  | 0214/135 | Hooiberg                             |
| Hoofdonderwijzerswoning              |          |           | Jeudestraat 80         | 51° 54' 58" NB, 5° 24' 2" OL  | 0214/136 | Hoofdonderwijzerswoning              |
| Boerderij                            |          |           | Jeudestraat 88         | 51° 55' 2" NB, 5° 23' 56" OL  | 0214/137 | Meer afbeeldingen                    |
| Woonhuis                             |          |           | Kerkstraat 14          | 51° 54' 32" NB, 5° 24' 22" OL | 0214/140 | Woonhuis                             |
| Woonhuis (voorhuis)                  |          |           | Kerkstraat 16          | 51° 54' 33" NB, 5° 24' 21" OL | 0214/141 | Woonhuis (voorhuis)                  |
| Woonhuis                             |          |           | Kerkstraat 20-22       | 51° 54' 34" NB, 5° 24' 19" OL | 0214/142 | Woonhuis                             |
| Boerderij                            |          |           | Langesteeg 25          | 51° 55' 22" NB, 5° 23' 50" OL | 0214/143 | Meer afbeeldingen                    |
| Boerderij                            |          |           | Molenstraat 4          | 51° 54' 12" NB, 5° 24' 6" OL  | 0214/144 | Boerderij                            |
| Villa met schuur                     |          |           | Parkstraat 7           | 51° 55' 9" NB, 5° 23' 45" OL  | 0214/146 | Villa met schuur                     |
| Boerderij                            |          |           | Parkstraat 10          | 51° 55' 10" NB, 5° 23' 51" OL | 0214/145 | Boerderij                            |
| Boerderij, zomerhuis en 2 hooibergen |          |           | Retsestraat 1-3        | 51° 55' 18" NB, 5° 24' 8" OL  | 0214/147 | Boerderij, zomerhuis en 2 hooibergen |
| Boerderij en zomerhuis               |          |           | Retsezijstraat 1       | 51° 55' 24" NB, 5° 24' 43" OL | 0214/148 | Boerderij en zomerhuis               |
| Boerderij en zomerhuis               |          |           | Retsezijstraat 3       | 51° 55' 29" NB, 5° 24' 52" OL | 0214/149 | Boerderij en zomerhuis               |
| Boerderij en zomerhuis               |          |           | Retsezijstraat 4       | 51° 55' 31" NB, 5° 25' 8" OL  | 0214/150 | Meer afbeeldingen                    |
| Boerderij                            |          |           | Retsezijstraat 5       | 51° 55' 31" NB, 5° 25' 2" OL  | 0214/151 | Boerderij                            |
| Villa                                |          |           | Uiterdijk 4            | 51° 54' 37" NB, 5° 24' 21" OL | 0214/152 | Meer afbeeldingen                    |
| Villa                                |          |           | Uiterdijk 15           | 51° 54' 39" NB, 5° 24' 20" OL | 0214/153 | Villa                                |
| Woonhuis met stalling                |          |           | Uiterdijk 16           | 51° 54' 42" NB, 5° 24' 28" OL | 0214/154 | Woonhuis met stalling                |
| Boerderij gedeeltelijk (achterdeel)  |          |           | Uiterdijk 76           | 51° 54' 51" NB, 5° 25' 9" OL  | 0214/155 | Boerderij gedeeltelijk (achterdeel)  |

## Zoelmond
De plaats Zoelmond kent 10 gemeentelijke monumenten:
| Object                            | Bouwjaar | Architect | Locatie            | Coördinaten                   | Nr.      | Afbeelding                        |
| --------------------------------- | -------- | --------- | ------------------ | ----------------------------- | -------- | --------------------------------- |
| Herenhuis, gedeeltelijk           |          |           | Dorpsstraat 3      | 51° 56' 35" NB, 5° 18' 32" OL | 0214/156 | Herenhuis, gedeeltelijk           |
| Herenhuis, ged. met vml koetshuis |          |           | Dorpsstraat 5      | 51° 56' 35" NB, 5° 18' 31" OL | 0214/157 | Herenhuis, ged. met vml koetshuis |
| Vml arbeiderswoning               |          |           | Dorpsstraat 22     | 51° 56' 36" NB, 5° 18' 33" OL | 0214/158 | Vml arbeiderswoning               |
| Vml arbeiderswoning               |          |           | Dorpsstraat 24     | 51° 56' 36" NB, 5° 18' 33" OL | 0214/159 | Vml arbeiderswoning               |
| Boerderij                         |          |           | Dorpsstraat 26     | 51° 56' 37" NB, 5° 18' 31" OL | 0214/160 | Boerderij                         |
| Woning met hooiberg               |          |           | Dorpsstraat 32-32a | 51° 56' 40" NB, 5° 18' 28" OL | 0214/161 | Woning met hooiberg               |
| Waterpomp                         |          |           | Fazantenstraat     | 51° 56' 27" NB, 5° 18' 45" OL | 0214/162 | Waterpomp                         |
| Theehuisje en bakhuisje           |          |           | Hoogeinde 2        | 51° 56' 29" NB, 5° 18' 45" OL | 0214/163 | Theehuisje en bakhuisje           |
| Boerderij                         |          |           | Plein 2            | 51° 56' 33" NB, 5° 18' 37" OL | 0214/164 | Boerderij                         |
| Boerderij                         |          |           | Plein 7            | 51° 56' 32" NB, 5° 18' 44" OL | 0214/165 | Boerderij                         |

Aalten · 
Apeldoorn · 
Arnhem · 
Barneveld · 
Berkelland · 
Beuningen · 
Bronckhorst · 
Brummen · 
Buren · 
Culemborg · 
Doesburg · 
Doetinchem · 
Druten · 
Duiven · 
Ede · 
Elburg · 
Epe · 
Ermelo · 
Groesbeek · 
Harderwijk · 
Hattem · 
Heerde · 
Heumen · 
Lingewaard · 
Lochem · 
Maasdriel · 
Montferland · 
Neder-Betuwe · 
Nijkerk · 
Nijmegen · 
Nunspeet · 
Oldebroek · 
Oost Gelre · 
Oude IJsselstreek · 
Overbetuwe · 
Putten · 
Renkum · 
Rheden · 
Rozendaal · 
Scherpenzeel · 
Tiel · 
Ubbergen · 
Voorst · 
Wageningen · 
West Betuwe · 
West Maas en Waal · 
Westervoort · 
Wijchen · 
Winterswijk · 
Zaltbommel · 
Zevenaar · 
Zutphen